# Mikael Birkkjær
Mikael Birkkjær (* 14. September 1958 in Kopenhagen) ist ein dänischer Schauspieler.

## Leben
Birkkjær wuchs als Sohn einer Kindergärtnerin und eines Installateurs in Kopenhagen auf. Als er 13 Jahre alt war, starb sein Vater an Krebs. 1985 absolvierte er die Schauspielschule am Odense Teater, wo er anschließend einige Jahre arbeitete. Seit 1990 ist er am Det Kongelige Teater in Kopenhagen beschäftigt. 1996 erhielt er den Lauritzen-Preis, mit dem jährlich jeweils eine Frau und ein Mann für schauspielerische Leistungen ausgezeichnet werden.
Im deutschsprachigen Raum ist er vor allem durch seine Rolle als Kommissar an der Seite von Sofie Gråbøl in der zweiten Staffel von Kommissarin Lund – Das Verbrechen und als Ehemann von Birgitte Nyborg, die von Sidse Babett Knudsen gespielt wird, in der TV-Serie Borgen – Gefährliche Seilschaften bekannt. 2018 war er in der vierten Staffel von Die Brücke – Transit in den Tod als Kommissar Jonas Mandrup zu sehen.
Birkkjær war mit der Schauspielerin Tammi Øst verheiratet. Sie haben die zwei gemeinsamen Kinder Rasmus (* 1990) und Andrea (* 1992). Später war er in einer Beziehung mit der Requisiteurin Malene Busk. 2017 heiratete er die Richterin Jeanett Bukhave, mit der er einige Jahre zuvor bereits zusammengezogen war. Sie wohnen im Kopenhagener Stadtteil Valby.

## Filmografie (Auswahl)

### Filme
- 1987: En farlig mand
- 1988: Boksning
- 1990: Begær, Lighed og Broderskab
- 2004: Lad de små børn …
- 2004: Oh Happy Day
- 2005: Springet
- 2009: Flugten
- 2011: Værelse 304
- 2014: All Inclusive
- 2015: What We Become (Sorgenfri)
- 2022: Liebe für Erwachsene (Kærlighed for voksne)
- 2023: Die Beschwerde (Sammen er du mere, Kurzfilm)

### Fernsehserien
- 1987: Een gang strømer…
- 2005: Krøniken
- 2008: Sommer
- 2009: Kommissarin Lund – Das Verbrechen II (Forbrydelsen II)
- 2010–2013, 2022: Borgen – Gefährliche Seilschaften (Borgen, 30 Folgen)
- 2018: Die Brücke – Transit in den Tod (Broen/Bron, 8 Folgen)
- 2018: Stockholm Requiem (Sthlm Requiem; Fernsehreihe)
- seit 2022: Befruchtet (Skruk)
- 2023: Oxen (2 Folgen)